# Kommunalverwaltung
Die Kommunalverwaltung ist der Teil der öffentlichen Verwaltung, der als Stadt-, Gemeinde- und Kreisverwaltung sowie als Zweckverband in ihrer Eigenschaft als Behörde bzw. Verwaltungsträger die kommunale Hoheitsgewalt als grundrechtsähnliches Recht ausübt.

## Deutschland
Die Kommunalverwaltung erfüllt in Deutschland die öffentlichen Aufgaben und zählt zur Landesverwaltung. Die kommunale Selbstverwaltung ist verfassungsrechtlich garantiert (Art. 28 Abs. 2 GG). Die Kommunalverwaltung in Deutschland ist in den einzelnen Gemeindeordnungen und Kreisordnungen geregelt. Sie ist in besonderer Weise Gegenstand der Verwaltungsreform und der Haushaltskonsolidierung.

## International
Auch in anderen Ländern erfüllen Kommunalverwaltungen lokale Aufgaben, etwa in Österreich, Frankreich, den Niederlanden oder Israel.
Auf europäischer Ebene spricht man von Local administrative units. Seit 1985 gibt es die Europäische Charta der kommunalen Selbstverwaltung.